# Господарська операція
Господа́рська опера́ція — діяльність, яка зумовлює зміни у фінансовому стані, активах та пасивах підприємства, установи, організації. Кошти цих підприємств, що беруть участь у господарських операціях, постійно змінюються й переходять з однієї форми до іншої. Тому стан коштів, засобів та їх джерел, що відображені в Балансі на початок звітного періоду, постійно змінюється. Але ці зміни не порушують рівності між загальною сумою видів коштів, засобів і загальною сумою їх джерел, тому що зміни різних статей Балансу виражаються в однакових сумах. Збереження такої рівності є основним змістом Балансового узагальнення. Це забезпечує в системі бухгалтерського обліку безперервне охоплення всіх об'єктів спостереження і створює можливість здійснення постійного контролю за коштами підприємства та їх джерелами.